# النيجر في كأس الأمم الإفريقية
لم تنجح النيجر في التأهل إلى أي بطولة قارية حتى عام 2010، وفي تصفيات كأس الأمم الأفريقية 2012 نجحت في التأهل على حساب منتخب مصر حامل اللقب لمدة 3 بطولات متتالية. وشاركت النيجر في كأس الأمم الأفريقية في عام 2012 لكنها لم تحقق أي فوز. ونجحت مرة أخرى في التأهل لمنافسات 2013 ولكنها أيضاً لم تحقق أي انتصار في البطولة.

## ملخص المشاركات
| سجل المشاركات في كأس الأمم الأفريقية | سجل المشاركات في كأس الأمم الأفريقية  | سجل المشاركات في كأس الأمم الأفريقية  | سجل المشاركات في كأس الأمم الأفريقية  | سجل المشاركات في كأس الأمم الأفريقية  | سجل المشاركات في كأس الأمم الأفريقية  | سجل المشاركات في كأس الأمم الأفريقية  | سجل المشاركات في كأس الأمم الأفريقية  | سجل المشاركات في كأس الأمم الأفريقية  |
| السنة                                | الدور                                 | المركز                                | لعب                                   | ف                                     | ت                                     | خ                                     | له                                    | عليه                                  |
| ------------------------------------ | ------------------------------------- | ------------------------------------- | ------------------------------------- | ------------------------------------- | ------------------------------------- | ------------------------------------- | ------------------------------------- | ------------------------------------- |
| 1957 إلي 1968                        | لم تكن عضو                            | لم تكن عضو                            | لم تكن عضو                            | لم تكن عضو                            | لم تكن عضو                            | لم تكن عضو                            | لم تكن عضو                            | لم تكن عضو                            |
| 1970                                 | لم تتأهل                              | لم تتأهل                              | لم تتأهل                              | لم تتأهل                              | لم تتأهل                              | لم تتأهل                              | لم تتأهل                              | لم تتأهل                              |
| 1972                                 | لم تتأهل                              | لم تتأهل                              | لم تتأهل                              | لم تتأهل                              | لم تتأهل                              | لم تتأهل                              | لم تتأهل                              | لم تتأهل                              |
| 1974                                 | انسحبت                                | انسحبت                                | انسحبت                                | انسحبت                                | انسحبت                                | انسحبت                                | انسحبت                                | انسحبت                                |
| 1976                                 | لم تتأهل                              | لم تتأهل                              | لم تتأهل                              | لم تتأهل                              | لم تتأهل                              | لم تتأهل                              | لم تتأهل                              | لم تتأهل                              |
| 1978                                 | انسحبت                                | انسحبت                                | انسحبت                                | انسحبت                                | انسحبت                                | انسحبت                                | انسحبت                                | انسحبت                                |
| 1980                                 | انسحبت                                | انسحبت                                | انسحبت                                | انسحبت                                | انسحبت                                | انسحبت                                | انسحبت                                | انسحبت                                |
| 1982                                 | لم تشارك                              | لم تشارك                              | لم تشارك                              | لم تشارك                              | لم تشارك                              | لم تشارك                              | لم تشارك                              | لم تشارك                              |
| 1984                                 | لم تتأهل                              | لم تتأهل                              | لم تتأهل                              | لم تتأهل                              | لم تتأهل                              | لم تتأهل                              | لم تتأهل                              | لم تتأهل                              |
| 1986                                 | لم تشارك                              | لم تشارك                              | لم تشارك                              | لم تشارك                              | لم تشارك                              | لم تشارك                              | لم تشارك                              | لم تشارك                              |
| 1988                                 | لم تشارك                              | لم تشارك                              | لم تشارك                              | لم تشارك                              | لم تشارك                              | لم تشارك                              | لم تشارك                              | لم تشارك                              |
| 1990                                 | لم تشارك                              | لم تشارك                              | لم تشارك                              | لم تشارك                              | لم تشارك                              | لم تشارك                              | لم تشارك                              | لم تشارك                              |
| 1992                                 | لم تتأهل                              | لم تتأهل                              | لم تتأهل                              | لم تتأهل                              | لم تتأهل                              | لم تتأهل                              | لم تتأهل                              | لم تتأهل                              |
| 1994                                 | لم تتأهل                              | لم تتأهل                              | لم تتأهل                              | لم تتأهل                              | لم تتأهل                              | لم تتأهل                              | لم تتأهل                              | لم تتأهل                              |
| 1996                                 | انسحبت أثناء التصفيات                 | انسحبت أثناء التصفيات                 | انسحبت أثناء التصفيات                 | انسحبت أثناء التصفيات                 | انسحبت أثناء التصفيات                 | انسحبت أثناء التصفيات                 | انسحبت أثناء التصفيات                 | انسحبت أثناء التصفيات                 |
| 1998                                 | لم تشارك بسبب انسحابها في تصفيات 1996 | لم تشارك بسبب انسحابها في تصفيات 1996 | لم تشارك بسبب انسحابها في تصفيات 1996 | لم تشارك بسبب انسحابها في تصفيات 1996 | لم تشارك بسبب انسحابها في تصفيات 1996 | لم تشارك بسبب انسحابها في تصفيات 1996 | لم تشارك بسبب انسحابها في تصفيات 1996 | لم تشارك بسبب انسحابها في تصفيات 1996 |
| 2000 إلي 2010                        | لم تتأهل                              | لم تتأهل                              | لم تتأهل                              | لم تتأهل                              | لم تتأهل                              | لم تتأهل                              | لم تتأهل                              | لم تتأهل                              |
| 2012                                 | مرحلة المجموعات                       | الـ15                                 | 3                                     | 0                                     | 0                                     | 3                                     | 1                                     | 5                                     |
| 2013                                 | مرحلة المجموعات                       | الـ15                                 | 3                                     | 0                                     | 1                                     | 2                                     | 0                                     | 4                                     |
| 2015                                 | لم تتأهل                              | لم تتأهل                              | لم تتأهل                              | لم تتأهل                              | لم تتأهل                              | لم تتأهل                              | لم تتأهل                              | لم تتأهل                              |
| 2017                                 | لم تتأهل                              | لم تتأهل                              | لم تتأهل                              | لم تتأهل                              | لم تتأهل                              | لم تتأهل                              | لم تتأهل                              | لم تتأهل                              |
| 2019                                 | لم تتأهل                              | لم تتأهل                              | لم تتأهل                              | لم تتأهل                              | لم تتأهل                              | لم تتأهل                              | لم تتأهل                              | لم تتأهل                              |
| 2021                                 | لم تتأهل                              | لم تتأهل                              | لم تتأهل                              | لم تتأهل                              | لم تتأهل                              | لم تتأهل                              | لم تتأهل                              | لم تتأهل                              |
| 2023                                 | يحدد فيما بعد                         | يحدد فيما بعد                         | يحدد فيما بعد                         | يحدد فيما بعد                         | يحدد فيما بعد                         | يحدد فيما بعد                         | يحدد فيما بعد                         | يحدد فيما بعد                         |
| 2025                                 | يحدد فيما بعد                         | يحدد فيما بعد                         | يحدد فيما بعد                         | يحدد فيما بعد                         | يحدد فيما بعد                         | يحدد فيما بعد                         | يحدد فيما بعد                         | يحدد فيما بعد                         |
|                                      | Group stage                           | 2/33                                  | 6                                     | 0                                     | 1                                     | 5                                     | 1                                     | 9                                     |

## المباريات
| # | النسخة | التاريخ       | المكان        | المرحل          | المنافس             | النتيجة |
| 1 | 2012   | 23 يناير 2012 | ليبرفيل       | مرحلة المجموعات | الغابون             | 0–2     |
| 2 | 2012   | 27 يناير 2012 | ليبرفيل       | مرحلة المجموعات | تونس                | 1–2     |
| 3 | 2012   | 31 يناير 2012 | ليبرفيل       | مرحلة المجموعات | المغرب              | 0–1     |
| 4 | 2013   | 20 يناير 2013 | بورت إليزابيث | مرحلة المجموعات | مالي                | 0–1     |
| 5 | 2013   | 24 يناير 2013 | بورت إليزابيث | مرحلة المجموعات | الكونغو الديمقراطية | 0-0     |
| 6 | 2013   | 28 يناير 2013 | بورت إليزابيث | مرحلة المجموعات | غانا                | 3-0     |